# Programme Vortex
Pour les articles homonymes, voir Vortex.
Le programme Vortex est un programme fictif ultra-secret d'arme sous-marine développé par l'US Navy sous la supervision de l'amiral Dick Donchez, dans les ouvrages de Michael DiMercurio.

## Principe
Le Vortex est un missile sous-marin pouvant filer à la vitesse de 300 nœuds (555 km/h). Il est propulsé par un moteur à poudre et emporte sept tonnes de PlasticPack, un explosif à très haute densité proche du plastic. Il dispose d'un autodirecteur à laser bleu-vert, ce qui le rend insensible aux leurres anti-torpilles. Le Vortex a cependant un défaut majeur : du fait du poids très important de sa charge militaire et de sa longueur, il est instable sur son axe à vitesse nulle, et nécessite donc d'être guidé droit sur toute sa longueur lors du lancement.

## Problème majeur
Selon le système imaginé par Dick Donchez, le Vortex devait être tiré comme une torpille, dans un tube spécialement adapté à sa taille. Mais la pression créée par la combustion de la poudre au fonds du tube faisait immanquablement "craquer" celui-ci, qui se fissurait sur toute sa longueur. Le missile partait et détruisait totalement son but, mais le sous-marin lanceur était envahi par l'eau et sombrait en quelques minutes.

## Solutions

### La ceinture
Afin de guider le missile sur toute sa longueur tout en évitant la surpression destructrice, l'amiral Pacino invente un système audacieux : des tubes ouvrables aux deux extrémités implantés à l'extérieur du sous-marin. Lorsqu'il est décidé de lancer un missile, deux trappes sont larguées sur le tube : une à l'avant et l'autre à l'arrière. Ainsi la pression du turboréacteur est évacuée dans la mer. Seul le USS Piranha sera (temporairement) équipé de ce système.

### Le module de propulsion
Le Vortex mod Charlie dispose d'un module de propulsion semblable à l'hélice d'une torpille qui le guide au début du trajet. Quand la vitesse atteint 50 nœuds, le module est largué et le propulseur à poudre se met en marche. Il est tiré depuis des tubes de 914 mm (alors que ceux des torpilles ne font que 533 mm) installés au poste torpilles. Pour rentrer dans ces tubes avec leurs modules, les Mod Charlie ont été raccourcis, leur portée s'en trouvant amoindrie. Ce sont les premiers équipés de charges à plasma.
Les Vortex mod Delta sont équipés du même module de propulsion mais sont installés dans les tubes du système de lancement vertical (S.L.V.), implantés dans le ballast avant. Ces tubes étant plus grand, les missiles ont retrouvé leur taille et leur portée originelles.

## Différentes versions
- Mod Alpha : toute première version, utilisée uniquement pour les essais.
- Mod Bravo : utilisée en ceinture sur l'USS Piranha
- Mod Charlie : portée amoindrie, utilisée sur le USS Devilfish
- Mod Delta : portée améliorée, employée sur tous les sous-marins